# 方形毛蟶
方形毛蟶（学名：Solecurtus rhombus）为截蟶科毛蟶屬下的一个种。